# Панфілово (Муромський район)
Панфілово (рос. Панфилово) — село у Муромському районі Владимирської області Російської Федерації.
Входить до складу муніципального утворення Ковардицьке сільське поселення. Населення становить 1727 осіб (2012).

## Історія
Село розташоване на землях фіно-угорських народів муроми та мещери.
Від 14 квітня 1929 року належить до Муромського району, утвореного спочатку у складі Муромського округу Нижегородської області.
Згідно із законом від 11 травня 2005 року входить до складу муніципального утворення Ковардицьке сільське поселення.

## Населення
| 1859 | 1897  | 1905  | 1926  | 2002  | 2010  | 2012  |
| ---- | ----- | ----- | ----- | ----- | ----- | ----- |
| 1785 | ↗2157 | ↘1875 | ↗2279 | ↘1626 | ↗1654 | ↗1727 |